# Madame Jealousy
Madame Jealousy est un film américain réalisé par Robert G. Vignola, sorti en 1918.

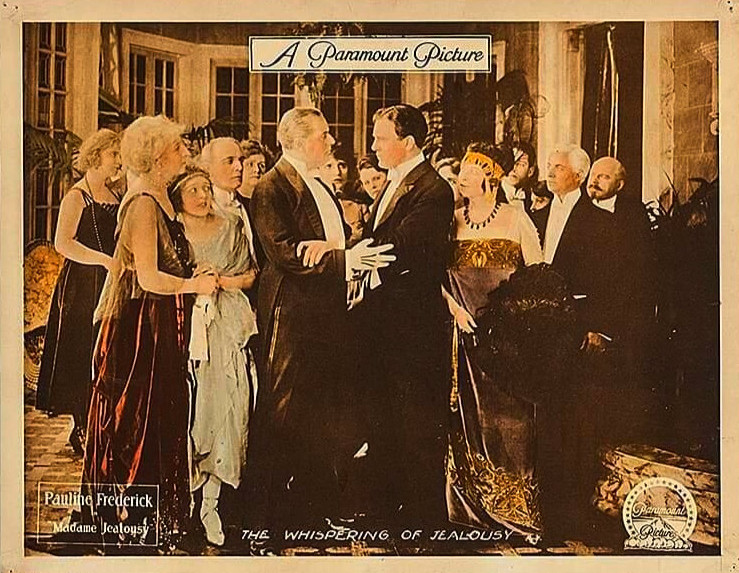
Carte promotionnelle du film.

C'est un film d'un style allégorique assez inhabituel.

## Synopsis
Toujours prête à détruire le bonheur des êtres humains, Jalousie (Pauline Frederick) choisit Charm (Elsie MacLeod) et Valor (Thomas Meighan) comme victimes. Elle réussit presque à réaliser ses plans, mais l'arrivée du Bonheur surmonte tous les problèmes. Jalousie attend alors avec impatience ses prochaines victimes.

## Fiche technique
- Réalisation : Robert G. Vignola
- Scénario : George V. Hobart, Eve Unsell
- Producteur : Adolph Zukor
- Photographie : Ned Van Buren
- Production : Famous Players Film Company
- Genre : Drame[3]
- Distributeur : Paramount Pictures
- Durée : 50 minutes
- Date de sortie : 4 février 1918

## Distribution
- Pauline Frederick : Madame Jealousy
- Thomas Meighan : 	Valour
- Frank Losee : Finance
- Charles Wellesley : Commerce
- Isabel O'Madigan : Pride
- Elsie MacLeod : Charm
- Ina Rorke : Display
- Francesca Cappelano : Mischief
- Grace Barton : Sorrow
- Eddie Sturgis : Treachery
- Marcia Harris : Rumor
- J.K. Murray : Good Nature

## Autour du film
Comme de nombreux films de cette époque, il a fait l'objet de plusieurs coupes par la censure